# Jambalaya Studios
Jambalaya Studios est une société de production d'animation afro-américaine fondée dans les années 1990 par l'animateur Bruce W. Smith.
Cette société a débuté avec la série évènementCool Attitude produit pour Nickelodeon, et qui, plus tard, sera repris par la chaine Disney Channel. Le premier film des Studios Jambalaya est Cool Attitude - Le Film.
Le studio aura ensuite produit Da Boom Crew pour les chaines Cartoon Network et Kids' WB.
Les Studios Jambalaya sont une division d'Hyperion Pictures localisé Los Angeles, Californie.

## Productions
- The Beach (2005 - Distributeur)
- The Picnic (2005 - Distributeur)
- Cool Attitude - Le Film (2005 - société de production)
- Da Boom Crew (2004 - société de production)
- Cool Attitude (2001-2005 - production company)
- Happily Ever After: Fairy Tales for Every Child (1995 - société de production additionnelle)
- Bébé's Kids (1992 - société de production)